# オレゴン条約

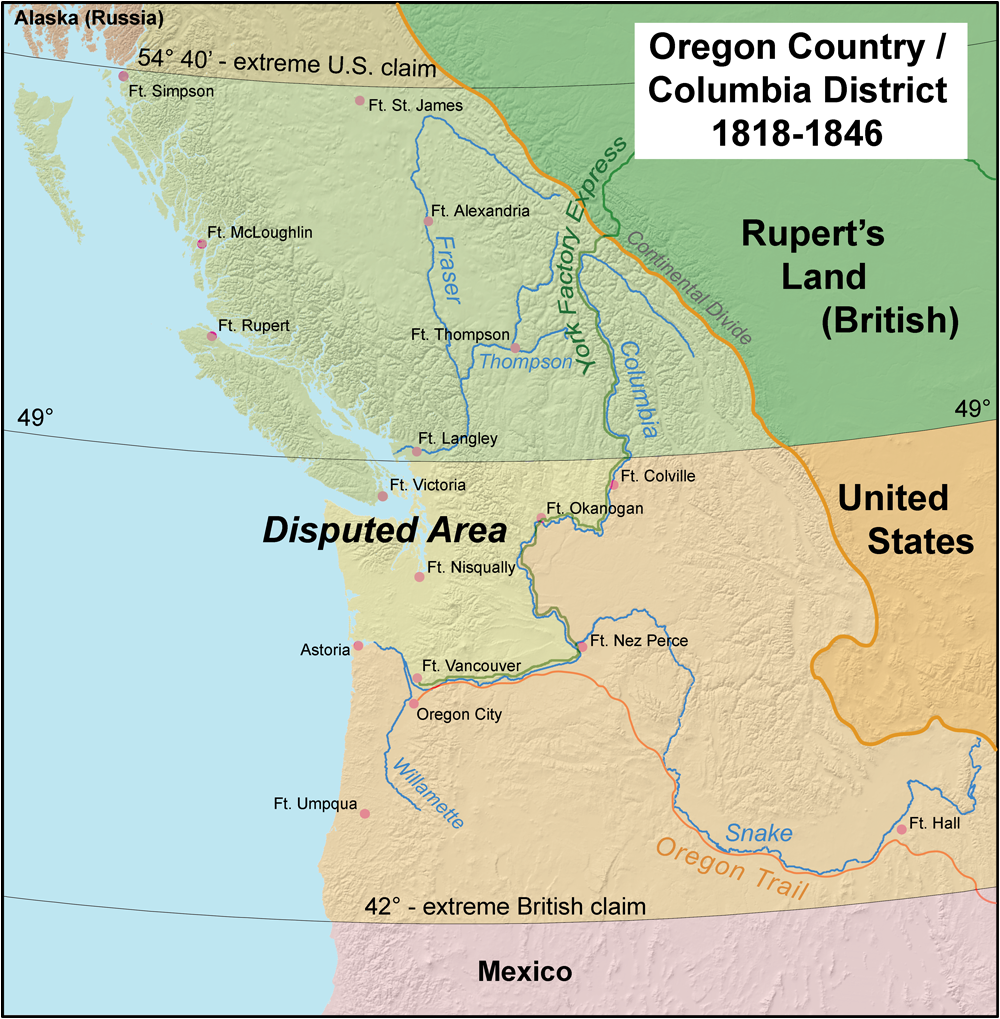
紛争地の地図。イギリスはコロンビア川河口までを主張し、アメリカは北緯49度線を主張した。この間には太平洋に面した戦略的に重要な天然の両港、ピュージェット湾やファンデフカ海峡などが含まれる

オレゴン条約（オレゴンじょうやく、英: Oregon Treaty または Treaty of Washington）は、1846年6月15日にワシントンD.C.においてグレートブリテンおよびアイルランド連合王国とアメリカ合衆国との間で調印された条約である。1818年の条約からイギリスとアメリカによって共同で占有されていたオレゴン・カントリーに対するアメリカとイギリスの競合する領有権の主張により発生していたオレゴン国境紛争がこの条約によって終了した。
共同占有は両陣営にとって着実に耐えられないものとなっていった。イギリスがアメリカ大統領ジェームズ・ポークの北緯49度線に平行に境界を設定するという申し出を拒絶した後、国内の領土拡張論者はオレゴンの北の境界である北緯54度40分までの全領域の併合を要求した。しかし、米墨戦争勃発によりアメリカの注意と軍事資源がメキシコ方向へそれたため妥協が成立した。
条約は後の大統領であるアメリカ合衆国国務長官ジェームズ・ブキャナンとイギリスのアメリカ特命全権公使リチャード・パケナムが交渉した。条約は1846年6月15日に調印された。
オレゴン条約は北アメリカにおけるアメリカとイギリスの境界をバンクーバー島を除き北緯49度線に平行とすることを決めた。バンクーバー島はイギリス領となった。カナダ成立後は北緯49度線はワシントン州とブリティッシュコロンビア州の間のアメリカ・カナダ国境となった。アメリカ領となった部分は1848年8月14日にオレゴン準州となった。
この条約はファンデフカ海峡内の境界を主要な水路と定義した。イギリスとアメリカによる、ジョージア海峡における主要な航路の位置や解釈の違いのため、両国は同じサンファン諸島を占有し、将来に禍根を残すことになった。
ハドソン湾会社はコロンビア川利用の権利を保持した。
1859年、ジョージア海峡の不明確な国境が、サンファン諸島の領有権を巡るブタ戦争と呼ばれる危機を引き起こした。